# Murga

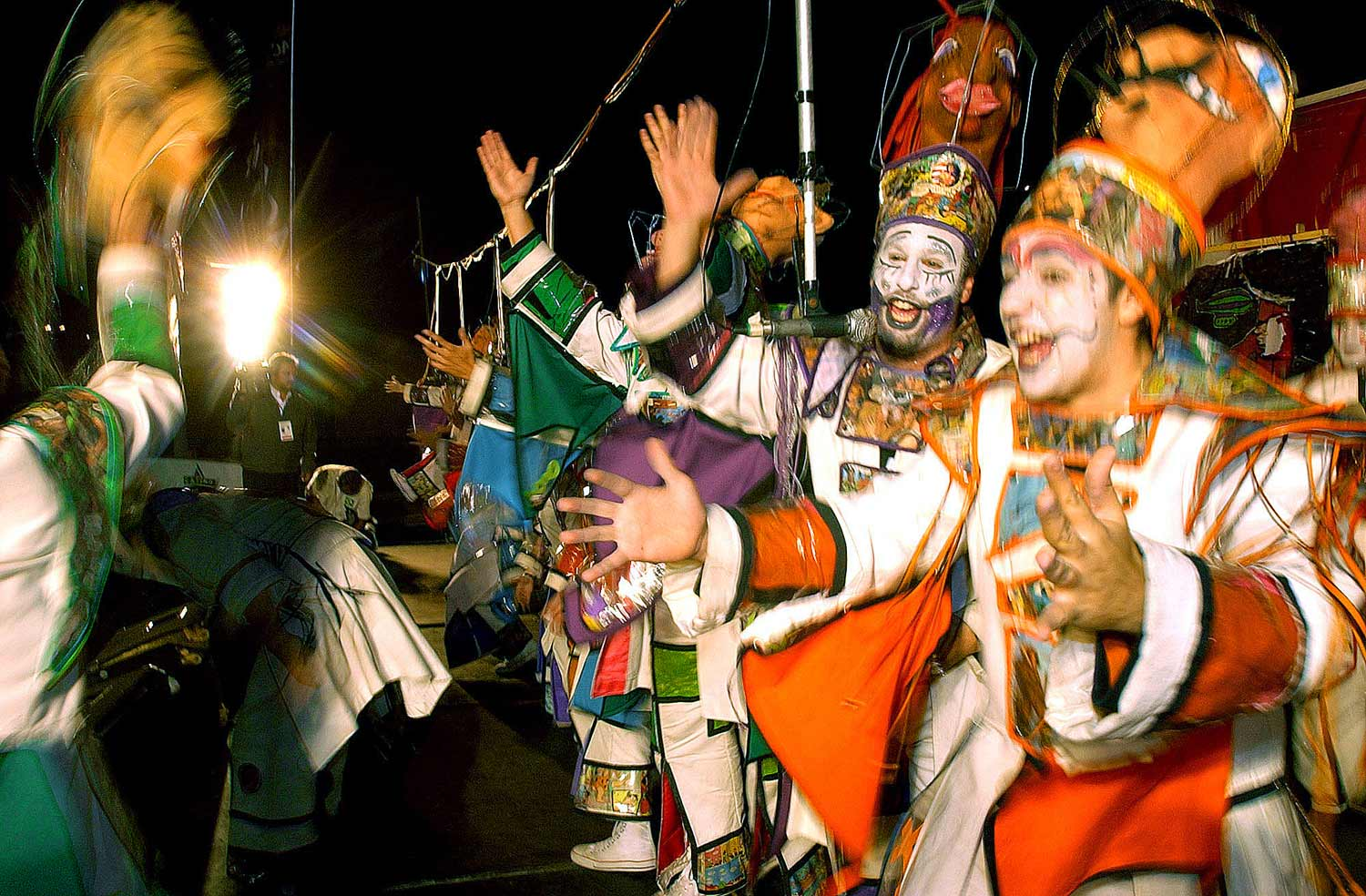
Uma murga uruguaia apresentando-se na posse do Presidente Tabaré Vázquez em Montevidéu (2005)

Murga é um ritmo musical e uma manifestação cultural popular presente em diversos países de origem espanhola.

## História
A palavra murga é originária da Espanha. O ritmo musical teria surgido em 1906, quando chegou ao Uruguai uma companhia de zarzuela cujos componentes formaram um agrupamento ao qual chamaram La Gaditana e desfilaram pelas ruas de Montevidéu para cantar, dançar e arrecadar dinheiro para as apresentações da companhia.  O evento teria inspirado a criação, no ano seguinte, de uma agremiação carnavalesca de uruguaios denominada a "Murga La Gaditana que se va", para parodiar o ocorrido com os artistas espanhóis. A partir daí a palavra murga passou a designar esses grupos, que com o passar do tempo agregaram à música que tocavam elementos do candombe e de outros ritmos de origem africana.  A proximidade com o Uruguai fez com que surgisse à mesma época a murga portenha, a qual se difundiria por toda a Argentina. Atualmente, é manifestação presente no carnaval de diversas cidades espanholas, uruguaias, chilenas e argentinas.

## Música
A murga é executada basicamente com instrumentos de percussão (bombo, redoblante  e platillos de entrechoque).  Como ritmo musical, passou a ser gravada e executada em ambientes distintos às manifestações do Carnaval por artistas como os cantores uruguaios Jaime Roos e Canario Luna, a cantora argentina Adriana Varela, as bandas de rock uruguaias La Vela Puerca e No Te Va Gustar, e as bandas argentinas Bersuit Vergarabat e Karamelo Santo.

## Espetáculo
No que tange às vestimentas, a murga recebeu influências do Carnaval de Veneza e da  Comedia dell'arte, da qual manteve figuras como o Momo, o Pierrot e a Colombina.  No Uruguai, berço do gênero, a murga ganha ares de apresentação teatral, com coros e encenações que, no Carnaval, fazem humor com a vida social e política do país.